# Имарет
Имаретът е благотворително заведение, широко разпространено в Османската империя между 14 и 19 век. Имаретите представляват места, в които се раздава безплатна храна на бедни хора, поклонници, дервиши и други. Те обикновено са част от вакъфски комплекс или дервишко теке. Смята се, че първият имарет е основан от султан Орхан I в Изник. Други известни имарети са основаният от Хюрем султан в Йерусалим, който обслужвал 1000 души на ден, и този при Мехмед Фатих джамия в Истанбул.

## В България
Най-големият и известен имарет на територията на България е имаретът на текето „Ак Язълъ баба“ в с. Оброчище, край Балчик. Текето е строено през XV век, по времето на султан Мурад II, когато България е била под османско владичество. Вероятно по това време е построен и имаретът към текето. Намира се на около 50 m северно от тюрбето. Запазени са само стените на около 5 m височина. Сградата има седмоъгълна форма с дължина на стените 9,8 m, дебелина около 1,3 m и диаметър 23 m по вътрешната окръжност. Входът е от южната страна, от която е и преддверието, което е достроявано и няма конструктивна връзка с основната сграда. Много интересни са описанията на текето и имарета, направени от Евлия Челеби през XVII и Феликс Каниц през XIX век. Покривната конструкция е била унищожена по време на Руско-турската война през 1768 – 1774 г. Ако около 1650 г. на ден там са отсядали и са били гощавани по 200 души и е имало около 100 дервиши, то през 1872 г. са останали 26, а през 1884 г. – само 1 дервиш. Смятало се е, че на европейска земя, с изключение на Истанбул, няма по-голям по размерите си дервишки манастир. По време на най-цветущото си състояние в края на XVI до към края на XVII век е бил сравняван с мавзолеите на имамите Али и Хюсейн.